# Cuphea hyssopifolia

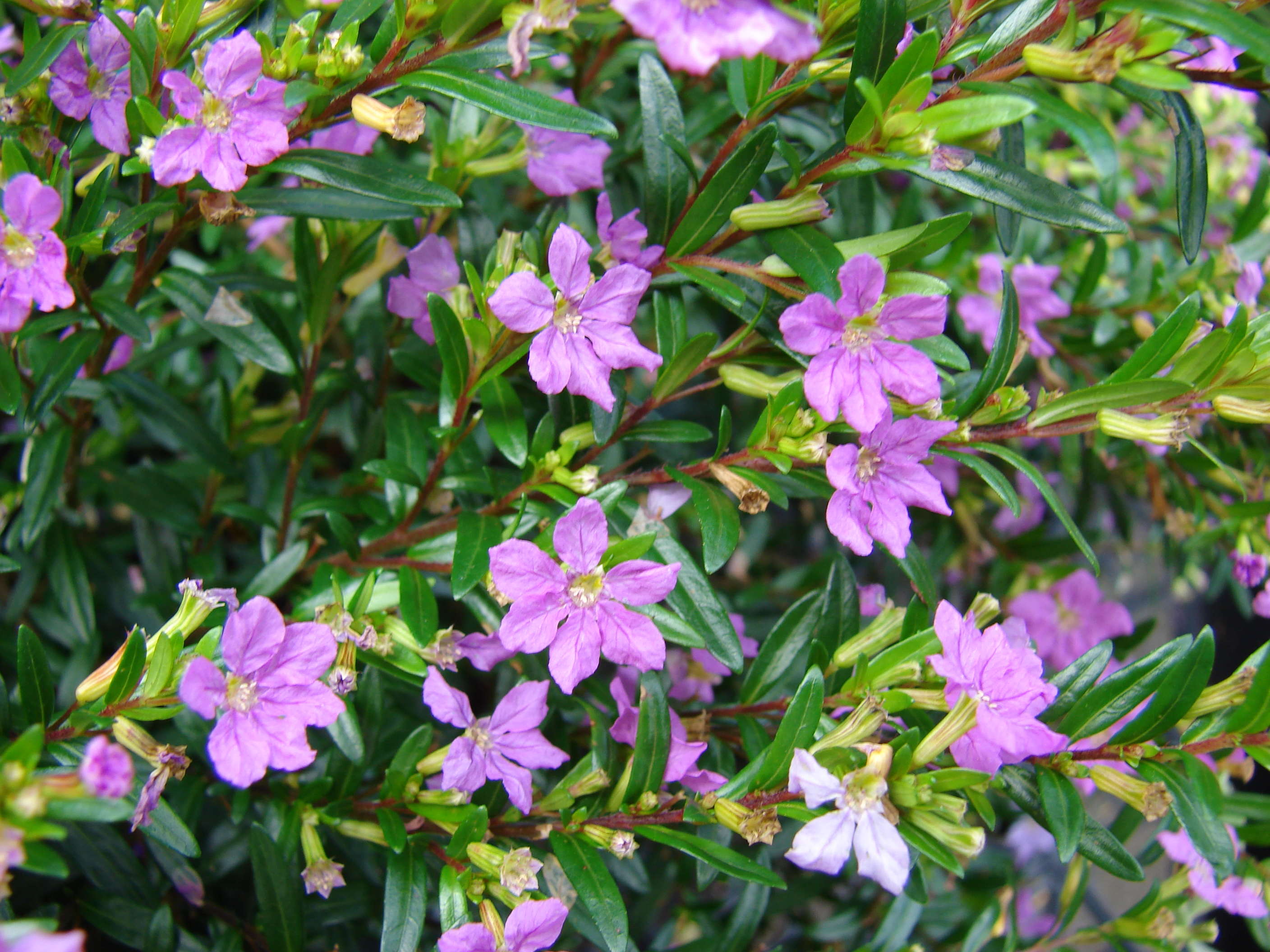
Blüten

Cuphea hyssopifolia ist eine Pflanzenart in der Familie der Weiderichgewächse aus Mittelamerika und Mexiko. Eher modernere Trivialnamen sind Japanische Myrte, Falsches Heidekraut, Japanische Scheinmyrthe oder Ysopblättriges Köcherblümchen.

## Beschreibung
Cuphea hyssopifolia wächst als reich verzweigter, immergrüner Zwergstrauch bis über 50 Zentimeter hoch. Die Zweige sind behaart, die jüngeren sind rötlich.
Die gegenständigen Laubblätter sind sehr kurz gestielt bis fast sitzend. Sie sind 1–2,5 Zentimeter lang, ganzrandig, spitz bis rundspitzig und meist schmal eiförmig, -lanzettlich bis verkehrt-eiförmig, -eilanzettlich oder elliptisch, länglich. Die ledrigen Blätter sind unterseits auf den Adern behaart.
Die Blüten erscheinen einzeln und überachselständig. Die kleinen, rosa bis purpurnen und gestielten, sechszähligen Blüten sind zwittrig mit doppelter Blütenhülle, wobei es auch violette, orange-rote oder weiße Formen gibt. Es ist ein grüner bis rötlicher, röhriger, rippiger und innen im oberen Teil behaarter, außen fast kahler, unten ausgesackter, gespornter, bis 6 Millimeter langer Blütenbecher vorhanden. Die dreieckigen Kelchzähne sind nur minimal ausgebildet. Zwischen den Kelchzähnen sind minimale, grüne, leicht behaarte Anhängsel (Außenkelch) vorhanden. Zwei der ausladenden, kurz genagelten Kronblätter sind größer als die anderen vier. Es sind 11 kurze und ungleiche, eingeschlossene Staubblätter mit behaarten Staubfäden ausgebildet. Der zweikammerige Fruchtknoten ist mittelständig mit kurzem, fein behaartem Griffel und zweilappiger Narbe. Es ist eine Nektardrüse unten am Fruchtknoten vorhanden.
Es werden kleine, längliche und mehrsamige, ledrige Kapselfrüchte im trockenen Blütenbecher gebildet. Zur Reife öffnen sich sowohl die Kapsel als auch der Blütenbecher mit einem seitlichen Schlitz. Die kleinen, linsenförmigen und rot-braunen Samen sind bis 1,5 Millimeter groß.

## Verwendung
Die nicht winterharte Pflanze wird als Zierpflanze genutzt, es sind einige verschiedene Formen erhältlich. Es gibt Zwergformen und Sorten, die über 1 Meter hoch werden.